# Rychnowo (gromada 1971–1972)
Rychnowo – dawna gromada, czyli najmniejsza jednostka podziału terytorialnego Polskiej Rzeczypospolitej Ludowej w latach 1954–1972.
Gromady, z gromadzkimi radami narodowymi (GRN) jako organami władzy najniższego stopnia na wsi, funkcjonowały od reformy reorganizującej administrację wiejską przeprowadzonej jesienią 1954 do momentu ich zniesienia z dniem 1 stycznia 1973, tym samym wypierając organizację gminną w latach 1954–1972.
Gromadę Rychnowo z siedzibą GRN w Rychnowie utworzono 22 grudnia 1971 w powiecie ostródzkim w woj. olsztyńskim z obszarów dotychczasowych gromad Gierzwałd i Szyldak w tymże powiecie.
Gromada przetrwała do końca 1972 roku, czyli do kolejnej reformy gminnej.
Uwaga: Gromada Rychnowo (o innym zasięgu) istniała w powiecie ostródzkim także w latach 1954–1959).